# Plateumaris
Genre
Plateumaris est un genre de coléoptères de la famille des chrysomélidés.

## Liste des espèces
Selon GBIF (26 mai 2024) :
- Plateumaris affinis (Kunze, 1818)
- Plateumaris aurifera (LeConte, 1851)
- Plateumaris balli Askevold, 1991
- Plateumaris braccata (Scopoli, 1772)
- Plateumaris caucasica Zaitzev, 1930
- Plateumaris consimilis (Schrank, 1781)
- Plateumaris discolor (Herbst, 1795)
- Plateumaris discolor (Panzer, 1795)
- Plateumaris diversa (C.Schaeffer, 1925)
- † Plateumaris dorsata Hayashi, 1997
- Plateumaris dubia (C.Schaeffer, 1925)
- † Plateumaris fallax Haupt, 1956
- Plateumaris flavipes (Kirby, 1837)
- Plateumaris frosti (C.Schaeffer, 1925)
- Plateumaris fulvipes (Lacordaire, 1845)
- Plateumaris germari (Mannerheim, 1843)
- † Plateumaris kinugasana Hayashi, 2001
- Plateumaris metallica (Ahrens, 1810)
- Plateumaris neomexicana (C.Schaeffer, 1925)
- Plateumaris nitida (Germar, 1811)
- Plateumaris pusilla (Say, 1826)
- † Plateumaris robusta (C.Schaeffer, 1919)
- † Plateumaris rubiconis Kurochkin & Kirejtshuk, 2019
- Plateumaris rufa (Say, 1826)
- Plateumaris rustica (Kunze, 1818)
- Plateumaris schaefferi Askevold, 1991
- Plateumaris sericea (Linnaeus, 1758)
- Plateumaris shoemakeri (C.Schaeffer, 1925)
- Plateumaris sulcifrons Weise, 1900
- Plateumaris tenuicornis Balthasar, 1934
- † Plateumaris virens Hayashi, 1999
- Plateumaris weisei (Duvivier, 1885)
- † Plateumaris wightensis Kurochkin & Kirejtshuk, 2019

## Classification
Le nom valide complet (avec auteur) de ce taxon est Plateumaris Thomson, 1859,.
Plateumaris a pour synonymes :
- Donacocia Gistel, 1857[3]
- Euplateumaris Iablokov-Khnzorian, 1962[3],[1]
- Juliusina Reitter, 1920[3],[1]

### Publication originale
- (la) C. G. Thomson, Skandinaviens Coleoptera, synoptiskt bearbetade [« Les Coléoptères de Scandinavie, édités de manière synoptique »], vol. 1, Lund (Suède), Berlingska Botryckeriet, 1859, 290 p. (lire en ligne), p. 154.